# 路德維希斯盧斯特宮
路德維希斯盧斯特宮（德語：Schloss Ludwigslust）是位於德國梅克伦堡-前波美拉尼亚州城市路德維希斯盧斯特的一座宮殿建築。現在路德維希斯盧斯特宮是路德維希斯盧斯特的地標建築。

## 外部連結

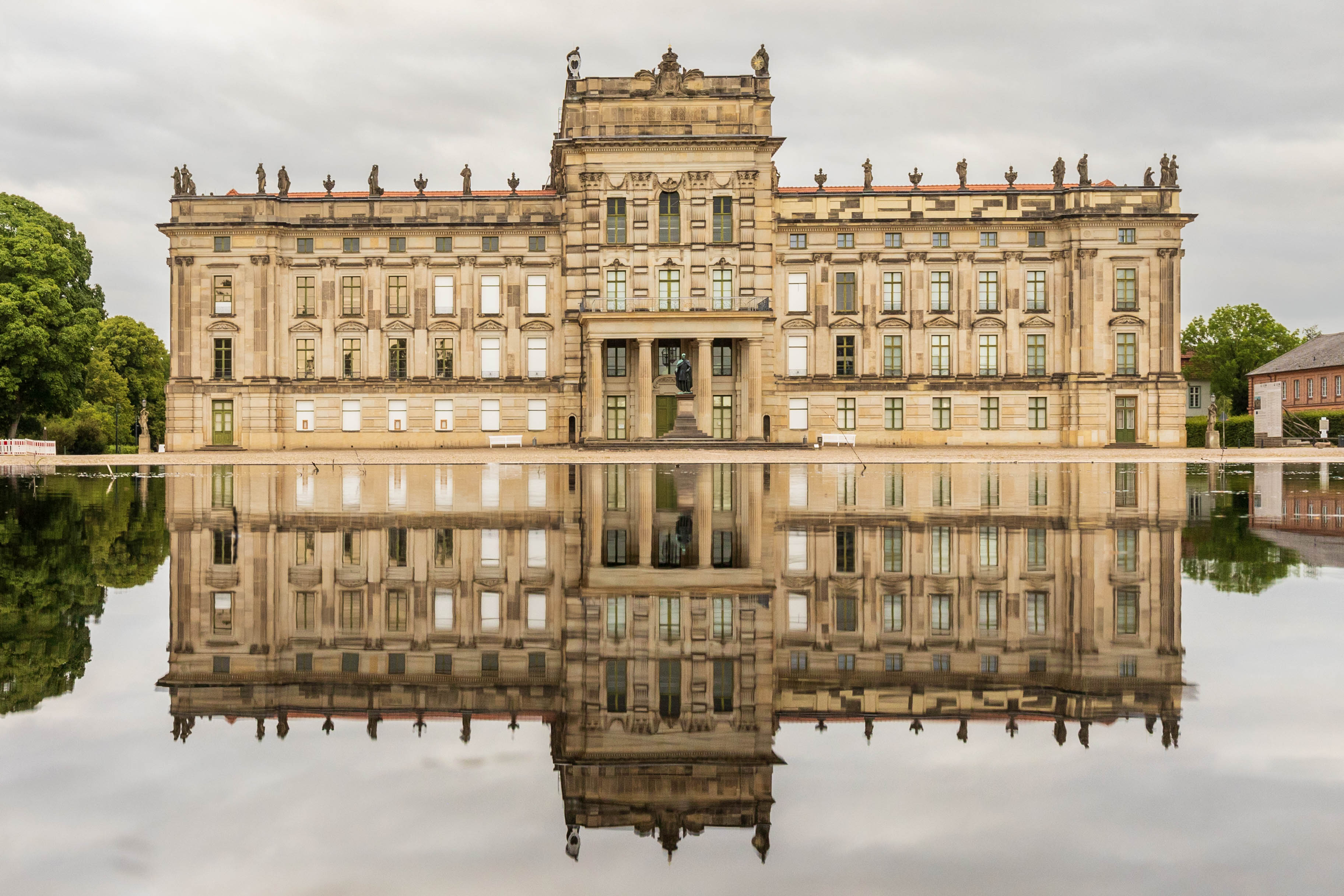

- Schloss Ludwigslust （页面存档备份，存于）

53°19′29″N 11°29′17″E / 53.32472°N 11.48806°E